# Cruz del Valor
La Cruz del Valor (en polaco: Krzyż Walecznych) es una distinción polaca, creada el  11 de agosto de 1920 para condecorar a todos aquellos soldados polacos que "han demostrado actos de valor y coraje en el campo de batalla". 
Aunque no se pueden otorgar más de una vez, sí que se ha dado el caso de recibir hasta ocho condecoraciones; el récord lo ostenta el general polaco Stefan Rowecki, quién la recibió en cuatro ocasiones por su participación en la guerra polaco-soviética y otras cuatro veces por su colaboración con la Armia Krajowa y la resistencia polaca durante la Segunda Guerra Mundial.